# ネスリン・サムデレリ
ネスリン・サムデレリ（Nesrin Şamdereli、1979年 - ）は、ドイツの脚本家。

## 参加作品
- おじいちゃんの里帰り